# Plastica (banda)
Plastica é uma banda portuguesa, de Almada.

## Biografia
A banda inicia a sua carreira em 1998. Praticamente só conhecida pelo público pela música "Baby Gasoline", que foi single da compilação de novas bandas, Optimus 2000, conta em 2009, com quatro discos editados.
Em 2001, a convite dos Suede, fazem as primeiras partes dos três concertos em Portugal da banda inglesa e fazem ainda a abertura dos concertos dos James nos Coliseus de Lisboa e Porto.
Em 2002 editam o álbum "Pop Songs and Rock People" pela editora EMI.
A convite dos Oasis fazem a primeira parte da sua actuação na praça Sony no parque das nações - Lisboa.
O Single "Sleep All Day" extraído do álbum "Pop Songs and Rock People" é a música nacional mais tocada do ano nas rádios Portuguesas.
Em 2004 editam o álbum "The Red Light Underground" pela editora Metrodiscos que foi também editado em espanha pela editora Liliput Records.
Em 2006 editam o álbum "Kaleidoscope" também editado em Espanha pela editora Liliput Records e na Alemanha pela editora Al!ve Records.
Em 2009, é lançado Lovers, o 4º álbum da banda.

## Discografia
- 2009 - Lovers
- 2006 - Kaleidoscope
- 2004 - The Red Light Underground
- 2002 - Pop Songs and Rock People